# UTC+5:45

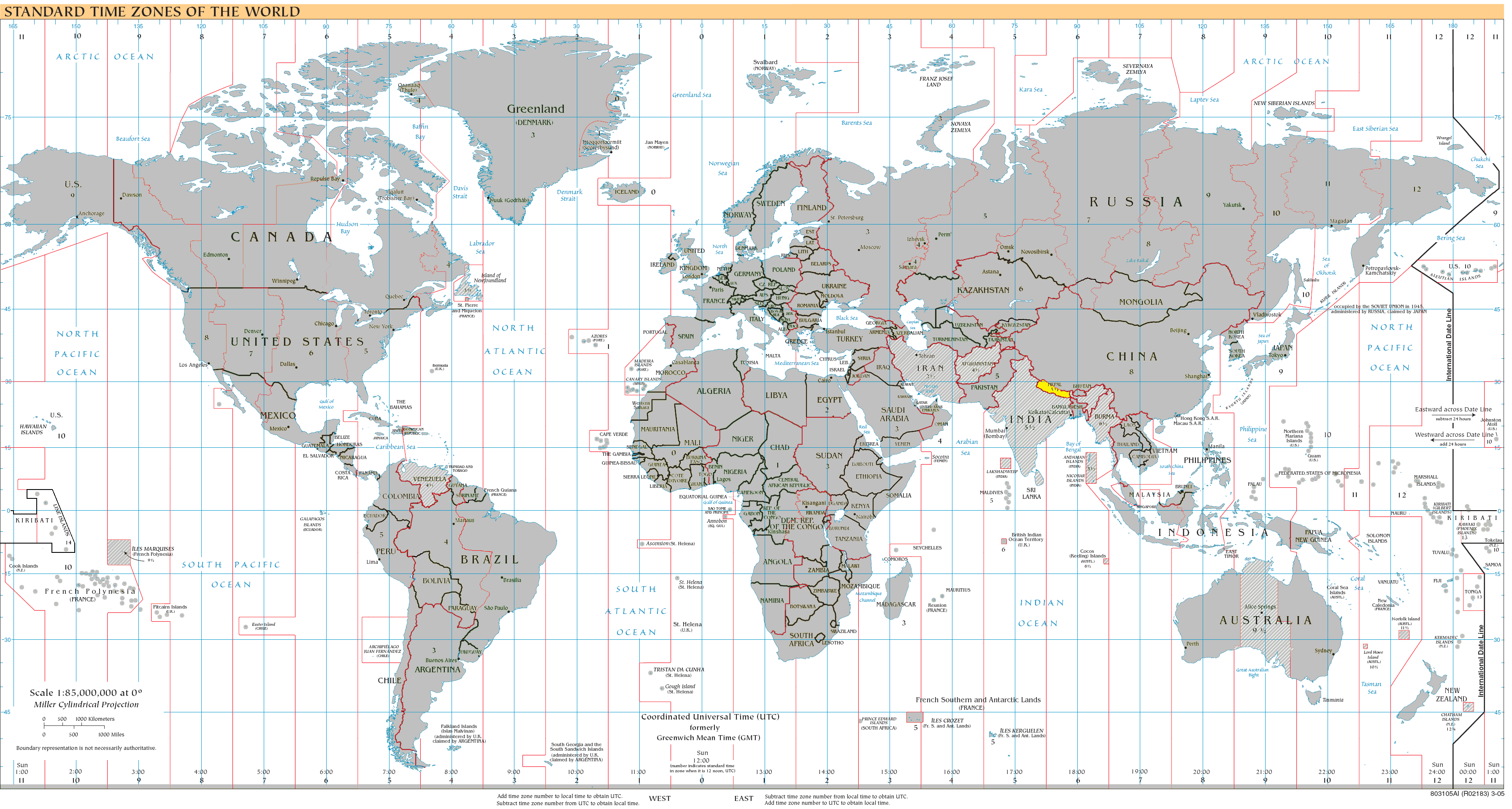
UTC+5.45:
Standardzeit ganzjährig

UTC+5:45 ist eine Zonenzeit, die den Längenhalbkreis 86°15' Ost als Bezugsmeridian hat. Auf Uhren mit dieser Zonenzeit ist es fünfdreiviertel Stunden später als die koordinierte Weltzeit und vierdreiviertel Stunden später als die MEZ. UTC+5:45 ist die einzige offiziell von einem Staat (Nepal) als Standardzeit genutzte Zeitzone, die nicht genau um das Vielfache einer halben Stunde, sondern nur um das Vielfache einer Viertelstunde von der Koordinierten Weltzeit abweicht; lediglich auf den neuseeländischen Chathaminseln wird mit UTC+12:45 ebenfalls eine dergestalt von der UTC abweichende Zeit genutzt.

## Geltungsbereich

### Ganzjährig
- Nepal